# 2-е Ульяновское танковое училище
2-е Ульяновское танковое училище им. М. И. Калинина — военное учебное заведение СССР, готовившее командиров танковых войск в 1941—1947 годах. Дислоцировалось в городе Ульяновске.
Полное наименование: 2-е Ульяновское танковое дважды Краснознамённое училище им. М. И. Калинина.

## История
5 февраля 1921 года по приказу Реввоенсовета Республики в Минске были организованы краткосрочные 81-е пехотные курсы командного состава.
С 9 октября 1924 года — Объединённая белорусская военная школа им. ЦИК БССР.
В феврале 1931 года, в честь 10-летнего юбилея и за выдающиеся заслуги Объединённой белорусской военной школы имени ЦИК БССР в деле подготовки красных командиров, Президиум ЦИК БССР наградило школу орденом Трудового Красного Знамени.
6 ноября 1933 года приказом РВС СССР № 174 школе присвоено имя М. И. Калинина.

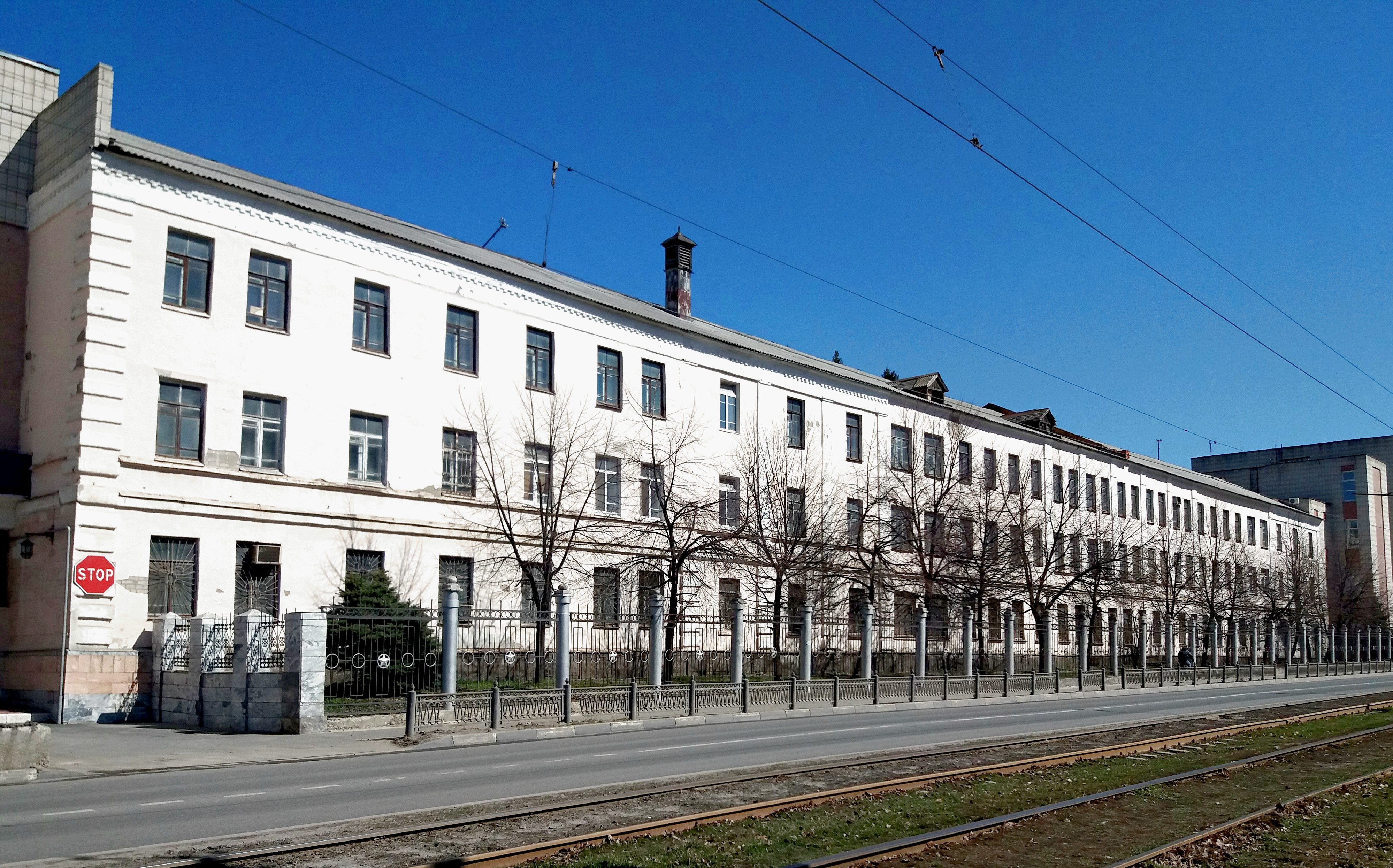
Здание 2-го Ульяновского танкового училища.

16 марта 1937 года преобразована в Минское военное пехотное училище им. М. И. Калинина.
28 марта 1941 года приказом НКО СССР № 0127 переформировано в Минское Краснознамённое танковое училище им. М. И. Калинина.
3 июля 1941 года, на основании директивы ГШ КА № 638/орг, училище передислоцировано в город Ульяновск, на место старых военных казарм, и переименовано во 2-е Ульяновское Краснознамённое танковое училище имени М. И. Калинина.
В сентябре 1943 года, ввиду начала подготовки командиров на лёгкие танки, училище реорганизовано во 2-е Ульяновское Краснознамённое училище лёгких танков им. М. И. Калинина.
В 1944 году Указом ПВС СССР в ознаменование 20-й годовщины училище награждено орденом Красного Знамени.
В сентябре 1944 года, ввиду начала подготовки командиров на САУ, училище переименовано во 2-е Ульяновское дважды Краснознамённое танковое училище самоходных установок имени М. И. Калинина.
Расформировано в 1947 году.
На базу 2-го Ульяновского танкового дважды Краснознамённого училища им. М. И. Калинина, в 1947 году, с города Балашова Саратовской области, передислоцируется Орловское танковое ордена Ленина, Краснознамённое училище имени М. В Фрунзе в Ульяновске.
В декабре 1957 года переименовывается во 2-е Ульяновское танковое ордена Ленина, Краснознамённое училище имени М. В. Фрунзе.
Расформировано согласно Директиве ГШ СА в 1960 году.
В августе 1960 года на его базу из города Винница Украинской ССР передислоцируется Ульяновское высшее военно-техническое училище имени Богдана Хмельницкого (расформировано в 2011 году). С 2011 по 2024 год на его базе дислоцировалось Ульяновское гвардейское суворовское военное училище.

## Начальники училища
- Фабрициус Ян Фрицевич (1922—1923),
- Лаур Жан Иванович (1923 — декабрь 1925),
- Василевич Иван Иванович (с 12.1928 — 1932),
- Кобленц Григорий Михайлович (1.1932 — 4.1933),
- комбриг Алёхин Евгений Степанович (с 4.1933 — 7.1937),
- Ловягин Пётр Ермолаевич (7.1937 — 11.1937),
- Левашев Алексей Фёдорович (с 2.1938 — 9.1938),
- полковник Пузиков Иван Михайлович (с 5.1940),

Начальники 2-го Ульяновского танкового училища:
- генерал-майор Золотухин Николай Григорьевич (с 3.1941),
- полковник / генерал-майор т/в Шимкович Андрей Леонтьевич (с 20.05.1942),
- генерал-майор т/в Алексеев Никифор Ефремович (4.1943 — 3.1946),
- генерал-майор танковых войск Зиберов Иван Георгиевич (3.1946 — 9.1946).

## Известные преподаватели
- Пушкарёв Сергей Филиппович — помощник начальника учебного отдела[12];
- Шапиро Григорий Яковлевич — командир учебного батальона курсантов;
- Владычанский Антон Станиславович — старший преподаватель, помощник командира батальона по огневой подготовке, начальник учебной части;
- Петлюк Екатерина Алексеевна — командир учебного взвода (1944—1945);
- Орлов Николай Григорьевич — командир взвода курсантов (1941 — 6.1942)[13].

## Известные выпускники
- Известные выпускники
- Корюкин Геннадий Петрович (выпуск 1942)[14];
- Моторин Алексей Васильевич (выпуск 1945);
- Петунов Валентин Васильевич (выпуск 1942);
- Юрий Александрович Ершов (выпуск 1944)[15][16];

## Память
- На территории военного городка бывшего Ульяновского высшего военно-технического училища, сооружён монумент Выпускникам-танкистам[17].